# Jorge Motos
Jorge Motos (Valencia, 27 de mayo de 1999) es un actor español que obtuvo una nominación en los Premios Goya como mejor actor revelación por su papel principal en la película Lucas (2021). Previamente había participado con un papel recurrente en diversas series televisivas como Si fueras tú (2017), La caza: Tramuntana (2021) o la original de Netflix Feria: la luz más oscura (2022).

## Biografía
Jorge Motos nació el 27 de mayo de 1999 en Valencia (España). Estudió en la Escuela del Actor de Valencia durante 8 años. Comenzó en el mundo de la interpretación con papeles en series, dándose a conocer con el personaje de Hugo en la serie online Si fueras tú, emitida por Playz en 2017. Posteriormente, protagonizó las series Mas de cien mentiras para Atresplayer Premium y La Vall en À Punt. En enero de 2021 participó en la segunda temporada de La caza, titulada como Tramuntana.
En 2021 protagonizó la película Lucas, dirigida por Álex Montoya, por la que obtuvo gran reconocimiento. Fue nominado como Mejor actor revelación en los Premios Goya y en la misma categoría en las Medallas del Círculo de Escritores Cinematográficos, además de haber ganado reconocimientos en los festivales de cine Málaga y Alicante. En enero de 2022 estrenó la serie original de Netflix Feria: la luz más oscura con el papel de Chisco.

## Filmografía

### Cine
| Año  | Título                | Director                       | Personaje      | Notas        |
| ---- | --------------------- | ------------------------------ | -------------- | ------------ |
| 2016 | La madre              | Alberto Morais                 | Amigo          |              |
| 2017 | Amar                  | Esteban Crespo                 | Hermano Carlos |              |
| 2020 | La vida de un secreto | Miguel Ángel Font Bisier       | Daniel         |              |
| 2021 | Lucas                 | Álex Montoya                   | Lucas          |              |
| 2021 | Con mis ojos          | Inés Pintor y Pablo Santidrián | Dan            | Cortometraje |
| 2023 | No es tan raro        | Miguel Ángel Olivares          | Pablo          | Cortometraje |

### Televisión
| Año         | Título                             | Canal       | Personaje      | Notas        |
| ----------- | ---------------------------------- | ----------- | -------------- | ------------ |
| 2016        | Centro médico                      | La 1        | Niño           | 1 episodio   |
| 2017        | Cuéntame cómo pasó                 | La 1        | Zangolotino    | 1 episodio   |
| 2017        | Si fueras tú                       | La 1        | Hugo Molina    | 8 episodios  |
| 2018        | La Vall                            | À Punt      | Marc Revert    | 13 episodios |
| 2018 - 2019 | + de 100 mentiras                  | Flooxer     | Alan           | 11 episodios |
| 2019        | Èxode, de la batalla a la frontera | TV3         | Soldado        | Telefilme    |
| 2020        | Mercado central                    | La 1        | Beltrán        | 10 episodios |
| 2021        | La caza: Tramuntana                | La 1        | Daniel Coll    | 6 episodios  |
| 2021        | El vecino                          | Netflix     | Chaval         | 1 episodio   |
| 2022        | Feria: la luz más oscura           | Netflix     | Chisco         | 8 episodios  |
| 2022        | La última                          | Disney+     | Christian      | 5 episodios  |
| 2023        | Mentiras pasajeras                 | SkyShowtime | Olivo Barabino | 8 episodios  |

## Premios y nominaciones
| Premio             | Año  | Categoría                | Película | Resultado | Ref.  |
| ------------------ | ---- | ------------------------ | -------- | --------- | ----- |
| Festival de Málaga | 2021 | Mejor actor              | Lucas    | Ganador   | [ 5 ] |
| Medallas del CEC   | 2021 | Actor revelación         | Lucas    | Nominado  | [ 6 ] |
| Premios Berlanga   | 2021 | Mejor actor protagonista | Lucas    | Ganador   | [ 7 ] |
| Premios Goya       | 2021 | Mejor actor revelación   | Lucas    | Nominado  | [ 8 ] |